# Landsbok
Landsbok var en för varje kalenderår uppgjord huvudräkning över allmänna uppbörden och kostnaderna för statsverkets drift i något visst av rikets län, med sammandrag över inkomster, utgifter, avkortningar, levereringar och resterande belopp. Landsboken, som upprättades i landskontoret av länsbokhållaren samt undertecknades av denne gemensamt med landskamreraren, utvecklades i sammanhang med den av Gustaf Vasa grundade lantregeringen. Sitt namn erhöll den av Gustaf II Adolf, och föreskrifter om densamma återfinns ordnade i instruktion för landsbokhållare 14 jan. 1628.
Formulär till landsbok utfärdades tid efter annan. Ett gemensamt drag hos dessa var den rundliga tid, som tilldelades vederbörande att avlämna arbetet färdigt. Ännu 1849 fastställdes tiden till ett helt år och 1869 till 10 månader, beroende på det då omständliga skattesystem, som vållade mycken tidsutdräkt i landsstatstjänstemännens olikartade göromål. Efter många försök kunde regeringen 1884, med fastställande av nytt formulär till landsbok, bestämma tiden för dess avlämnande till Kammarrätten till tre månader efter kalenderårets slut, det vill säga 1 april årligen. Härigenom påskyndades i väsentlig mån rikshuvudbokens och statsrevisionens årliga avslutande samt underlättades beräkningen av statsverkets behov för nästföljande regleringsår. I landsboken redovisades insättningar och uttagningar å Statskontorets giroräkning i riksbanken. Därjämte bilades dels avräkningar med tillverkare av brännvin, öl och vitbetssocker, köpare av kronolägenheter och så vidare, dels stater, länskungörelser och övriga handlingar som var behövliga för granskningen. Landsboksverifikationerna var vidlyftiga och lämnades att förvaras efter granskning till Kammararkivet. De innefattade bland annat mantals- och taxeringslängder för hela riket.